# San Giovanni e l'aquila
San Giovanni e l'aquila è un affresco (79x160 cm) di Correggio, databile al 1520 circa e conservato nella chiesa di San Giovanni Evangelista a Parma.

## Storia e descrizione
La lunetta si trova al di sopra di una porta nella parete sinistra del presbiterio della chiesa, che porta alla sagrestia.
Il giovane evangelista, titolare della chiesa e del monastero, è raffigurato seduto, libro alla mano, al di sotto di una finta volta a botte che sfocia su un cielo pallidamente azzurrino. Egli sospende la scrittura sollevando il capo e allontanando gli occhi, come ad ascoltare la rivelazione dello Spirito Santo. Egli, appoggiato a un'ara e circondato da libri, è rappresentato da sott'in su, immerso in una luce chiara.
In genere si considera questa la prima opera che il Correggio dipinse per la chiesa di San Giovanni Evangelista, anche se sembra possibile scorgere un collegamento narrativo e visivo fra la lunetta e il soggetto affrescato nella cupola, il che farebbe pensare che al momento in cui affrescò questa figura il Correggio avesse già ottenuto la commissione della decorazione della cupola. Infatti l'interruzione della stesura del Vangelo per rivolgere lo sguardo al cielo è stata interpretata anche come una visione, forse un'allusione a ciò che è narrato nell'Apocalisse, cioè la parousia, la seconda venuta di Cristo nel giorno del Giudizio, che è appunto illustrata dagli affreschi della cupola. Questa sottile trama di rimandi narrativi non era inusuale nell'arte del Correggio: basti pensare ai rimandi fra i putti raffigurati negli ovati della Camera di San Paolo a Parma.
La figura ha già quella monumentalità che il Correggio ripropose nelle figure degli apostoli affrescate nella cupola, anche se qui, consapevole di una visione più dettagliata che la cupola non avrebbe invece permesso, l'artista si permise di raffigurare alcuni dettagli deliziosi come quello che vede l'aquila, attributo tradizionale del santo evangelista, in atto di prendere una penna forse da offrire al santo per la sua scrittura. Un altro dettaglio, che costituisce quasi una cifra dello stile del Correggio, è dato dal piede sinistro del santo la cui palma è rappresentata in primo piano, come era già avvenuto nella Zingarella di Capodimonte e nella figura della Maddalena della successiva Madonna di San Girolamo. L'iscrizione attorno all'affresco, ALTIUS CAETERIS DEI PATEFECIT ARCANA ("in modo più alto degli altri rivelò gli arcani misteri di Dio), rimanda alle orazioni notturne dei monaci.
Da questa figura rimase affascinato il pittore cordovano Pablo de Céspedes, il primo autore che ci abbia lasciato testimonianza di un alunnato del Correggio presso Mantegna, che volle renderle un omaggio nella volta della cappella Bonfili da lui affrescata in Trinità dei Monti a Roma (immagine).